# Покровка (Дондушенський район)
Покровка (рум. Pocrovca) — село в Молдові в Дондушенському районі. Утворює окрему комуну. 
Село розташоване вздовж траси Сороки - Атаки. 
Покровка - старовинне старообрядське село. Поруч знаходиться село Рудь, через яке проходить Дуга Струве.